# Heliothryx
Heliothryx F.Boie, 1831 è un genere di uccelli della famiglia Trochilidae.

## Tassonomia
Comprende le seguenti specie:
- Heliothryx barroti (Bourcier, 1843) - fatina capoviola
- Heliothryx auritus (J.F. Gmelin, 1788) - fatina guancenere